# Pycnothorax australis
Pycnothorax australis är en tvåvingeart som beskrevs av Kertesz 1923. Pycnothorax australis ingår i släktet Pycnothorax och familjen vapenflugor. Inga underarter finns listade i Catalogue of Life.